# کاسترنونیو
کاسترنونیو (به اسپانیایی: Castronuño) یک شهرستان در اسپانیا است که در استان وایادولید واقع شده‌است.